# Prince ǃGaoseb
Pas d'image ? Cliquez ici

a Compétitions nationales et continentales officielles uniquement.

b Matchs officiels uniquement.
Dernière mise à jour le 21 mars 2025.
Prince ǃGaoseb, né le 7 juillet 1998 à Omaruru (Namibie), est un joueur international nambibien de rugby à XV évoluant au poste de troisième ligne.

## Carrière

### En club
Prince ǃGaoseb naît à Omaruru dans la région d'Erongo, et il commence à jouer au rugby à XV à l'âge de sept ans avec son école primaire à Windhoek. Il continue ensuite la pratique du rugby avec la High Technical School, puis la Windhoek High School (en). Avec l'équipe de cette dernière, il remporte le championnat national scolaire en 2016,.
En 2015 et 2016, il fait partie d'une sélection namibienne des moins de 18 ans, avec qui il dispute le tournoi sud-africain de la Craven Week,,.
Repéré par ses performances en Craven Week, il signe à la fin de l'année 2016 un contrat de deux saisons avec l'Academy (centre de formation) de la province sud-africaine des Blue Bulls,. Lors de sa première année, il joue avec l'équipe des moins de 19 ans au sein du championnat provincial junior,. En 2018, il représente l'équipe des moins de 21 ans de la province.
À la suite de son passage aux Blue Bulls, il retourne en Namibie, et rejoint la franchise des Namibia Welwitschias, qui évolue dans la compétition sud-africaine appelée Rugby Challenge. Il joue son premier match professionnel le 27 avril 2019 face Golden Lions. Il joue trois matchs lors de la saison, dont une seule titularisation.
Après avoir disputé la Coupe du monde 2019 au Japon, ǃGaoseb rejoint en février 2020 le club anglais des Yorkshire Carnegie en Championship, où il retrouve son ancien sélectionneur Phil Davies, ainsi que ses compatriotes Darryl de la Harpe et Cliven Loubser,. Il joue trois rencontres, toutes comme titulaire, avant que la compétition ne soit arrêtée à cause de la pandémie de Covid-19.
Dans la foulée de cette saison avortée en Angleterre, il rentre vivre en Namibie. Au début de l'année 2021, il joue pour le club amateur de l'UNAM (affilié à l'université de Namibie) dans le championnat national namibien.
Il retrouve un club professionnel en septembre 2021, lorsqu'il rejoint l'équipe israélienne de Tel Aviv Heat pour la saison 2021-2022 de Super Cup,. Il joue son premier match avec cette équipe le 16 octobre 2021 contre les Black Lion géorgiens. Il ne joue ensuite aucun autre match de la phase de poule, avant de faire son retour à l'occasion d'une tournée en Afrique du Sud. Il dispute ensuite la demi-finale de Super Cup, perdue par son équipe face aux Lusitanos portugais.
Conservé dans l'effectif de Tel Aviv pour la saison suivante, il est nommé capitaine de son club. Devenu un élément indispensable de son équipe (sept matchs joués), il mène son équipe jusqu'à la finale de compétition, où ils s'inclinent face au Black Lion. Il participe également à la victoire de son équipe lors d'un match amical face aux Anglais des Saracens en novembre 2022.
Après la saison de Super Cup, il retourne jouer en Namibie, où il fait son retour avec les Welwitschias, dont il devient le capitaine pour disputer le Mzansi Challenge,.

### En équipe nationale
Prince ǃGaoseb joue pour l'équipe de Namibie des moins de 20 ans en 2017, et remporte la Coupe d'Afrique des moins de 20 ans à Madagascar. Plus tard la même année, il est le capitaine de cette sélection lors du trophée mondial des moins de 20 ans en Uruguay. Son équipe termine quatrième de la compétition.
Il obtient sa première cape internationale avec l'équipe de Namibie le 10 novembre 2018 à l'occasion d'un match contre l'équipe de Russie à Krasnodar,
Il fait partie du groupe namibien choisi par Phil Davies pour participer à la Coupe du monde 2019 au Japon. Il ne dispute qu'un seul match lors du tournoi, contre la Nouvelle-Zélande,. Malgré la large défaite de son équipe (71 à 9), ǃGaoseb parvient à se montrer performant, terminant notamment le match avec le plus grand nombre de placages effectués (25),.
En 2022, il participe à la qualification de son équipe pour la Coupe du monde 2023 en remportant la Coupe d'Afrique,.
Le 21 août 2023, il est nommé au sein du groupe namibien sélectionné par Allister Coetzee pour participer à la Coupe du monde en France. Il joue les quatre matchs de son équipe, dont trois en tant que titulaire.

## Palmarès

### En club
- Finaliste de la Super Cup en 2022 avec Tel Aviv Heat.

### En équipe nationale
- Vainqueur de la Coupe d'Afrique en 2021-2022.

## Statistiques internationales
- 18 sélections avec la Namibie depuis 2018.
- 0 point marqué[2].

- Participation à la Coupe du monde en 2019 (1 match) et 2023 (4 matchs).